# ランプン語
ランプン語（Lampung）は、スマトラ島南端にあるランプン州で話されている言語である。話者数は推計でおよそ150万人である。
ランプン語はマレー・ポリネシア語派に属する言語である。アブン語（Abung）とプシシール語（Pesisir）という2つの方言で構成される。
エスノローグによれば、ランプン諸語はコメリン語(Komering)、ランプン・ニョ語(Lampung Nyo)、ランプン・アピ語(Lampung Api)で構成される。

## 下位分類
- ランプン・アピ語 - 827,000人（2000年）
- ランプン・ニョ語 - 180,000人（2000年）
- コメリン語 - 470,000人（2000年）